# Пјешице
Пјешице (пољ. Pieszyce) град је у Пољској у Војводству доњошлеском. По подацима из 2012. године број становника у месту је био 9678.

## Становништво
| 2012. |
| ----- |
| 9.678 |

## Партнерски градови
- Шортенс